# Cas Faisán
El Cas Faisán és el nom atribuït a una recerca judicial a Espanya, dirigida pel jutge de l'Audiència Nacional Baltasar Garzón —i, més tard, pel seu substitut, el jutge Pablo Ruz després d'anys d'inactivitat cap al cas per l'anterior jutge, ara ex-jutge condemnat per prevaricació—, sobre una xarxa d'extorsió d'ETA amb base en el bar Faisán d'Irun (Guipúscoa). La recerca va concloure amb el processament de 24 persones, implicades en l'enviament de cartes d'extorsió d'ETA (reclamant el «impost revolucionari») a empresaris bascos i la gestió del cobrament en diversos períodes entre març de 2005 i febrer de 2006.
El cas va adquirir rellevància pública, no obstant això, a causa d'una filtració que va rebre el 4 de maig de 2006 Joseba Elosua, propietari del bar Faisán i presumpte membre de la xarxa d'extorsió d'ETA, que li alertava d'una batuda. La recerca de la presumpta filtració va ser separada de la causa principal i instruïda en un sumari apart, també pel jutge Baltasar Garzón. La recerca va ser assignada al jutge Fernando Grande-Marlaska després de prendre's Garzón un període sabàtic i represa per aquest a la seva tornada a l'Audiència Nacional. Es troba parcialment sota secret del sumari.